# Matías Viña
Matías Nicolás Viña Susperreguy (* 9. November 1997 in Empalme Olmos) ist ein uruguayischer Fußballspieler. Der Außenverteidiger steht seit 2024 bei Flamengo Rio de Janeiro unter Vertrag und ist seit 2019 Nationalspieler seines Landes.

## Karriere

### Verein
Viña wechselte im Jahr 2015 in die Nachwuchsabteilung des Erstligisten Nacional Montevideo aus der uruguayischen Hauptstadt. Im Spieljahr 2016 stand er das erste Mal für die Reserve in der drittklassigen Segunda División Amateur am Platz. Sein Debüt in der ersten Mannschaft gab er am 2. April 2017 bei der 1:3-Auswärtsniederlage gegen Boston River. In der Folge kam er jedoch nur äußerst selten in der A-Mannschaft zum Einsatz. Als Stammspieler etablierte er sich erst in der Saison 2019 unter dem neuen Cheftrainer Álvaro Gutiérrez. Sein erstes Ligator erzielte er am 6. April 2019 beim 6:0-Heimsieg gegen River Plate Montevideo. Beim 4:1-Heimsieg gegen Liverpool Montevideo am 16. September markierte er einen Doppelpack. Das Spieljahr 2019 beendete er mit fünf Toren und vier Vorlagen in 34 Ligaspielen, womit er wesentlich zum Meistertitel Nacional beitrug.
Am 31. Januar 2020 wechselte Viña für eine Ablösesumme in Höhe von 5,5 Millionen Euro zum brasilianischen Erstligisten Palmeiras São Paulo, wo er einen Fünfjahresvertrag unterzeichnete.
Zur Saison 2021/22 wechselte Matías Viña in die italienische Serie A zur AS Rom, der Außenverteidiger unterschrieb einen Vertrag bis zum 30. Juni 2026. Nach 26 Spielen in der ersten Spielzeit, bestritt er in der Hinrunde der Saison 2022/23 lediglich drei Ligaspiele. Ende Januar 2023 wurde er für die Rückrunde der Premier League 2022/23 an den englischen Erstliga-Aufsteiger AFC Bournemouth verliehen. Im Sommer 2023 wurde er an den italienischen Erstligisten US Sassuolo Calcio verliehen. Bereits im Januar 2024 wurde die Leihe vorzeitig beendet und Viña wechselte nach Brasilien zu Flamengo Rio de Janeiro.

### Nationalmannschaft
Seit Juni 2016 spielte Matías Viña für die uruguayische U20-Nationalmannschaft. Bereits in seinem ersten Länderspiel beim 2:2-Unentschieden gegen Chile konnte er treffen. Im Frühjahr 2017 nahm er mit der U20 an der U20-Südamerikameisterschaft 2017 in Bolivien teil. Mit Uruguay gewann er das Turnier, in dem er acht Spiele bestritt und einmal treffen konnte. Im Sommer des gleichen Jahres wurde er auch für die U20-Weltmeisterschaft 2017 in Südkorea nominiert. Uruguay erreichte das Halbfinale und Viña kam im Wettbewerb zu vier Einsätzen. Insgesamt absolvierte Viña 27 Länderspiele für die U20, in welchen er vier Tore erzielen konnte.
Am 7. September 2019 debütierte Matías Viña in der A-Auswahl beim 2:1-Sieg im freundschaftlichen Länderspiel gegen Costa Rica, als er in der 81. Spielminute für Diego Laxalt eingewechselt wurde. Neben Spielen in der Qualifikation zur Fußball-Weltmeisterschaft 2022, nahm Viña an der Copa América 2021 teil. In dieser bestritt er fünf Spiele (kein Tor).

## Erfolge
Uruguay U20
- U20-Südamerikameister: 2017

Nacional Montevideo
- Uruguayischer Meister: 2019
- Uruguayischer Supercupsieger: 2019

Palmeiras
- Copa Libertadores: 2020
- Copa do Brasil: 2020

AS Rom
- UEFA Europa Conference League: 2022

Flamengo
- Copa do Brasil: 2024